# Chiến tranh Mông – Kim
Mông Cổ chinh phạt nhà Kim (chữ Hán: 蒙古罰金; phiên âm: Mông Cổ phạt Kim), hay Chiến tranh Mông–Kim (chữ Hán: 蒙金戰爭; phiên âm: Mông-Kim chiến tranh), là cuộc xâm lược toàn diện của người Mông Cổ vào nước Kim. Cuộc chiến kéo dài trong 23 năm với kết quả là triều Kim của người Nữ Chân bị tiêu diệt vào năm 1234, và toàn lãnh thổ bị sáp nhập vào Đế quốc Mông Cổ. Đây được xem là cuộc chiến tranh quy mô lớn nhất thế giới vào thế kỉ 13. Đế quốc Mông Cổ sau đó kiểm soát được khu vực nay là Hoa Bắc, Đông Bắc Trung Quốc và một bộ phận Viễn Đông Nga.

## Bối cảnh
Khoảng thế kỷ 12, triều đại Kim của dân tộc Nữ Chân ở phía bắc Trung Quốc thường thu nhận cống phẩm từ các bộ lạc du mục sống trên thảo nguyên Mông Cổ. Nhà Kim cũng ngầm kích động các bộ lạc Mông Cổ đấu đá lẫn nhau, ngăn chặn sự thống nhất của họ. Khi người Mông Cổ thống nhất dưới quyền Cát Bất Lặc Hãn vào thế kỷ 12, người Nữ Chân đã khuyến khích người Thát Đát tấn công họ, nhưng người Mông Cổ vẫn có thể đánh đuổi lực lượng Kim ra khỏi lãnh thổ của họ. Tộc Thát Đát đã bắt được người thừa kế của Cát Bất Lặc Hãn là Yêm Ba Hải Hãn và giao nộp ông ta cho nhà Kim. Kim Thế Tông đã ra lệnh hành quyết Yêm Ba Hải Hãn bằng cách đóng đinh vào con lạc đà gỗ. Triều Kim cũng thường xuyên tiến hành các cuộc tập kích những người du mục Mông Cổ, bắt họ làm nô lệ hoặc thanh trừng họ.
Năm 1210, một phái đoàn nhà Kim đến chỗ Thành Cát Tư Hãn để tuyên bố Hoàn Nhan Doãn Tế lên ngôi vua và yêu cầu người Mông Cổ phục tùng như một nước chư hầu. Bởi vì người Nữ Chân đã đánh bại những dân tộc du mục thảo nguyên hùng mạnh và có sự ủng hộ của người Khắc Liệt và người Thát Đát, họ tuyên bố sự thống trị đối với tất cả các bộ lạc trên thảo nguyên. Một vài quan chức cấp cao của nhà Kim đã đào thoát sang Mông Cổ và thúc giục Thành Cát Tư Hãn tấn công nước này. Nhưng sợ mắc bẫy hay một âm mưu bất chính nào khác, Thành Cát Tư Hãn đã từ chối. Khi nhận được lệnh phải quỳ tiếp chỉ của sứ giả nước Kim, Thành Cát Tư Hãn được cho là đã không thèm để ý đến; rồi ông lên ngựa phóng đi. Thành Cát Tư Hãn đã gửi cho hoàng đế nhà Kim một thông điệp mang tính xúc phạm mà sứ thần không dám nhắc lại khi trở về triều Kim. Việc ông thách thức các sứ thần nhà Kim tương đương với việc tuyên chiến giữa người Mông Cổ và người Nữ Chân.

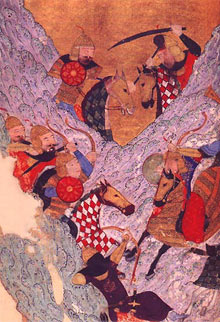
Kỵ binh Mông Cổ giao chiến với các chiến binh Nữ Chân.

Sau khi Thành Cát Tư Hãn quay trở lại sông Kherlen, vào đầu năm 1211, ông đã triệu tập một hội nghị Khố Lý Đài. Bằng cách tổ chức một cuộc họp bàn dài, mọi người trong liên minh bộ tộc đều được tham gia vào hội nghị này. Đại Hãn đã cầu nguyện riêng trên một ngọn núi gần đó. Ông cởi mũ và thắt lưng, cúi đầu trước Thần Tengri, kể lại những nỗi uất hận của nhiều thế hệ mà thần dân của ông đã chống lại người Nữ Chân, cũng như kể chi tiết về việc tra tấn và giết hại tổ tiên của lãnh đạo Mông Cổ. Ông trình bày rằng ông không hướng đến một cuộc chiến chống lại người Nữ Chân. Vào rạng sáng ngày hôm sau, Thành Cát Tư Hãn đứng dậy với lời tuyên bố: "Thần Tengri đã hứa với chúng ta về sự chiến thắng của cuộc chiến báo thù".
Kim Vệ Thiệu Vương tức giận khi nghe cách cư xử của Thành Cát Tư Hãn, liền gửi thư cho Đại Hãn rằng: "Vương triều của ta giống như biển lớn, bộ lạc của ngươi chỉ là một nắm cát ... Việc gì chúng ta phải sợ kẻ như ngươi?"

## Thất thủ Trung Đô, dời về Khai Phong
Sau khi chinh phục Tây Hạ và bắt nước này phải thần phục, quân Mông Cổ có nhiều cuộc đột kích nhỏ lẻ trong khoảng thời gian từ 1207–1209. Năm 1211, Thành Cát Tư Hãn thống lĩnh 5 vạn kỵ binh Mông Cổ chính thức xâm lược lãnh thổ nhà Kim và lôi kéo người Khiết Đan và người Đảng Hạng nổi dậy. Tháng 8 năm 1211, tướng Kim giữ Vạn Lí Trường Thành là Hoàng Sách chống không nổi quân Mông Cổ nên bỏ trốn về Lương Châu. Quân Mông Cổ liên tiếp triệt hạ các tiền đồn, pháo đài phòng thủ của quân Kim tại các phòng tuyến dọc vạn lí trường thành. Cuối năm 1211, Thành Cát Tư Hãn vượt qua được trường thành, kéo quân đến đóng ở Phủ Châu (Trương Bắc, Hà Bắc).
Tháng 12 năm 1211, quân Mông Cổ tấn công Tây Kinh Đại Đồng Phủ thuộc tỉnh Sơn Tây. Tướng nhà Kim là Hồ Sa Hổ dẫn 4 vạn quân thiết kị hạng nặng ra giao chiến, trong lúc dựng trại thì quân của Đà Lôi phục kích, quân Kim đại bại, Hồ Sa Hổ không kịp mặc giáp cùng vài trăm kị binh bỏ chạy vào thành Đại Đồng, tập hợp tàn quân được vài nghìn, nung chảy sắt bịt kín cửa thành quyết tâm cố thủ. Quân Mông Cổ bao vây 2 tháng không hạ được bèn chuyển hướng tấn công sang các huyện lân cận và tiến hành cướp phá.
Trong 2 năm 1212-1213, quân Mông Cổ san bằng hơn 90 thành trì của nhà Kim. Năm 1213, Thành Cát Tư Hãn ra lệnh tập trung binh lực giao chiến quân chủ lực của nhà Kim ở Dã Hồ Lĩnh (tây bắc Trương Gia Khẩu, Hà Bắc).
Trận Dã Hồ Lĩnh là một trận quyết chiến giữa quân Mông Cổ và quân nhà Kim. Triều đình Kim đã học được bài học thất bại trong giai đoạn đầu của cuộc chiến là "chia mỏng quân đội để đóng giữ ở các quan ải, thành lũy", bắt đầu áp dụng chiến lược "tập trung quân số" để đối phó với quân địch. Nhà Kim tập trung 45 vạn quân tinh nhuệ trên cả nước, dàn trận tại Dã Hồ Lĩnh. Quân Kim chia làm 2 cánh, cánh chính có 30 vạn quân sẽ đánh trực diện với Mông Cổ, cánh phụ gồm 15 vạn người sẽ tiếp ứng khi cần, với ý đồ dồn quân đội Mông Cổ vào con đường chết. Bên cạnh đó các lực lượng khác của nhà Kim rải rác khắp Vạn lí trường thành bao gồm 50 vạn bộ binh và khoảng từ 8-10 vạn kỵ binh. Tổng cộng, tại chiến trường Dã Hồ Lĩnh và các khu vực lân cận khác, triều đình nhà Kim có hơn 1 triệu quân (trong đó 45 vạn giao chiến với quân Mông Cổ). Đây là một trận chiến có quy mô lớn nhất từ trước đến nay đối với quân Mông cổ.
Thành Cát Tư Hãn đã tiếp nhận kiến nghị của Mộc Hoa Lê, trước tiên dùng đội quân cảm tử để thọc sâu vào trung quân của Kim, rồi sau đó các cánh quân khác mới mở đường tấn công, tức tập trung 10 vạn quân để đánh thẳng vào một mục tiêu chủ yếu.
Mở đầu trận chiến, quân Mông Cổ bắn tên như mưa về phía quân Kim, lính Kim tử thương nặng nhưng vẫn ồ ạt tấn công liên tục, Hoàn Nhan Cửu Cân sai bọn Bốt Ngối Lặc và Vĩnh Khang thống lĩnh 30.000 quân kỵ chia làm 2 cánh tả hữu đi vòng phía sau tập kích quân Mông.
Bị tấn công bất ngờ, hậu quân Mông cổ chống trả quyết liệt, ngay lúc đấy quân của Triết Biệt mai phục từ trước ở đằng sau các ngọn đồi tấn công thọc sườn vào lực lượng tập kích của quân Kim. Bốt Ngối Lặc bị chém chết tại trận, còn Vĩnh Khang dẫn tàn quân bỏ chạy vào rừng nhưng bị quân Mông bắt được và chém ngang lưng.
Thấy lực lượng tập kích bị tiêu diệt, Hoàn Nhan Cửu Cân hạ lệnh cho quân Kim lùi dần về phía trại cố thủ đợi viện binh, quân Mông cổ dần ép quân Kim co cụm lại khu vực trung tâm, bắn tên và đá lửa như mưa, lính Kim tuy đông nhưng thụ động chống đỡ nên chết vô số, kêu la thảm thiết. Đến chiều tối, các lực lượng Kim chống trả dần đuối sức, đào ngũ hàng loạt, quân Mông Cổ lúc này tung các lực lượng kỵ binh dự bị vào trận chiến.
Mãi chưa thấy các cánh quân Kim tiếp ứng xuất hiện, tình thế ngày càng nguy cấp, quân Kim quyết định liều chết phá vây, nhưng lính Kim lúc này phần lớn đã kiệt sức, trong khi đó kỵ binh Mông Cổ thay phiên nhau tấn công nên khí thế hừng hực, kết quả toàn bộ lực lượng phá vây gồm khoảng 50.000 quân bị tiêu diệt. Hoàn Nhan Cửu Cân tự sát giữa đám loạn quân. Hơn nữa, chủ soái của Mông Cổ dù đứng trước mọi tình trạng nguy hiểm vẫn không hốt hoảng, vẫn bình tĩnh chỉ huy. Các tướng sĩ của Mông Cổ dám xông lên chiến đấu không sợ hiểm nguy. Lực lượng quân Kim thì phân tán quanh thung lũng, núi non hiểm trở chia cắt các khối quân dẫn đến hệ thống liên lạc kém đã cản trở việc tác chiến và phối hợp của quân Kim, cuộc tấn công tổng lực của 100.000 quân Mông Cổ vào thẳng trại chính của cánh quân trung tâm do nguyên soái Hoàn Nhan Cửu Cân chỉ huy đã giành thắng lợi. 15 vạn quân Kim tiếp ứng thì chưa đánh đã bỏ chạy trước, bỏ mặc đồng đội phải chống đỡ. Cánh quân Kim chủ lực của nguyên soái Hoàn Nhan Cửu Cân bao gồm gần 120.000 quân bị tiêu diệt hoàn toàn tại chiến trường chính, xác lính chất cao như núi. Các lực lượng xung quanh nhanh chóng tan vỡ và tháo chạy hỗn loạn, cuộc chiến đã nhanh chóng biến thành một cuộc thảm sát quy mô lớn, bộ binh Kim không chống đỡ nổi kỵ binh Mông Cổ nên nhanh chóng thảm bại dưới mã tấu của quân Mông.
Đến đêm, quân Mông Cổ tiếp tục truy kích tàn quân Kim hiện đã tản ra nhiều hướng, cuộc thảm sát diễn ra trong 2 ngày liền. Hơn 400.000 xác chết của quân Kim đã nằm rải rác trên một diện tích rộng hằng trăm dặm. Tin tức về trận đánh đã làm chấn động cả đế quốc Kim.
Đây được xem là cuộc thảm sát binh lính lớn nhất tại Trung Hoa thời bấy giờ, nếu xét về quy mô là tương đương cuộc thảm sát 40 vạn quân Triệu tại trận Trường Bình thời Chiến Quốc. Qua trận đánh này, binh lực súc tích cả 100 năm của triều đình nhà Kim đã bị đánh bại hoàn toàn, nên thế nước của họ ngày càng suy sụp. Trận đánh tại Dã Hồ Lĩnh là một bước ngoặt đối với sự thất bại của triều đình nhà Kim và sự thắng lợi của quân Mông Cổ.
Tàn quân Kim ở Dã Hồ Lĩnh cố gắng tập trung lại tại doanh trại ở Cối Hà Bảo (phía nam Vạn Toàn, Hà Bắc). Thành Cát Tư Hãn tập trung đại quân tiếp tục tấn công và nhanh chóng đập tan 30 vạn quân Kim ở Cối Hà Bảo. Tháng 7, đại quân Mông cổ tiến thẳng tới Cư Dung Quan. Quân Kim quyết tâm cố thủ. Thành Cát Tư Hãn dùng mưu để bộ tướng của mình đánh nhau ở đó còn bản thân dẫn quân tinh nhuệ đang đêm theo đường nhỏ tập kích Tử Kinh Quan. Sáng sớm hôm sau quân thiết kỵ Mông cổ đã áp sát Tử Kinh Quan, quân Kim đại bại.
Mùa đông năm 1213, quân Mông Cổ đã áp sát Trung Đô Yên Kinh của triều đình Kim, nhưng tại thời điểm này, người Mông Cổ chưa có các khí cụ để công phá các thành trì lớn kiên cố, cộng thêm việc Trung Đô có lực lượng trọng binh rất mạnh của nhà Kim trấn giữ nên các đợt tấn công của Mông Cổ đều không thành công. Thành Trung Đô được phòng thủ vững chắc với 3 lớp hào và 900 tháp canh, hệ thống các máy bắn tên và hoả khí được bố trí dày đặc trên tường thành.
Tướng Kim Hồ Sa Hổ lúc này đang thao túng triều đình Kim, đã hạ chiếu huy động toàn bộ các cánh quân đóng tại vạn lí trường thành và toàn bộ lực lượng kỵ binh vùng đông bắc về tập trung bảo vệ Trung Đô. Kim Sử có đoạn chép: "Thành Cát Tư Hãn đứng trên đồi quan sát Trung đô Yên Kinh, cảm thán rằng: Nhìn những vách thành sừng sững như vách núi, trải dài đến tận đường chân trời, nhà cửa san sát ngút tầm nhìn, quân Kim đông như kiến cỏ, vô số loại vũ khí hạng nặng cùng gươm giáo sáng loà. Trong khi đó bên ngoài thành, bốn phương tám hướng đều có quân Kim kéo đến tiếp ứng, khí thế rất mạnh, đội quân Mông Cổ như bị lọt thỏm vào cái biển người của đế quốc Kim rộng bao la đấy...".
Người Mông Cổ ước tính rằng nhà Kim đã huy động lực lượng từ 130-170 vạn quân và dân để bảo vệ kinh đô. Sau 4 tháng bao vây, dịch bệnh bắt đầu khởi phát tại khu vực cộng với việc viện binh Kim kéo đến ngày càng đông đảo, quân Mông Cổ quyết định rút lui về phía bắc bên kia trường thành.
Năm 1214, nhà Kim chuyển kinh đô về Biện Kinh (tức Khai Phong - kinh đô cũ nhà Tống) để tránh xa sự uy hiếp của người Mông Cổ. Thành Cát Tư Hãn cho rằng người Kim dời đô về phía nam để củng cố sức mạnh quân sự nhằm phản công lại quân Mông Cổ nên đã lên kế hoạch đánh phủ đầu quân Kim.
Tháng 6 năm 1214, quân Mông Cổ mở cuộc tấn công vào nước Kim lần thứ hai. Họ bắt đầu từ Bắc Khẩu tấn công Cảnh Châu, Kế Châu, Đàn Châu, Thuận Châu, v.v... Tháng 7, thái tử nước Kim là Hoàn Nhan Thủ Trung bỏ chạy khỏi Trung Đô. Tháng 10, Mộc Hoa Lê xua quân tấn công Liêu Đông. Tháng giêng năm 1215, Thạch Mạt Minh An, anh em Gia Luật xua quân tấn công các thành trì tại Hoa Bắc của Kim. Quân Mông Cổ đánh chiếm được Thông Châu, áp sát Trung Đô.
Thành Cát Tư Hãn ra lệnh cho tướng Mộc Hoa Lê vây kín Yên Kinh, lại ra lệnh cho Triết Biệt đóng quân dọc đường từ Khai Phong tới Yên Kinh, chặn đánh tất cả các đoàn tiếp tế lương thảo. Về phía Kim, khi triều đình Kim rút lui, để Hoàn Nhan Thừa Huy ở lại cố thủ. Một bên quyết bao vây, một bên quyết thủ. Hết mùa đông, sang mùa xuân thành Yên Kinh vẫn đứng vững. Nhưng lương thực trong thành ngày một cạn. Vì trước đây lương thực do hai nguồn tiếp tế; một là do các châu, huyện Hoa Bắc giao nộp, hai là tiếp tế từ Biện Lương lên. Nay tất cả các thành trì, châu, huyện trên vùng Hoa Bắc bị quân Mông Cổ kiểm soát. Nguồn tiếp tế từ miền nam lên bị chặn đánh. Tháng 3 năm đó, Hoàn Nhan Thừa Huy gởi huyết thư đến Khai Phong để xin tăng viện. Nhà vua mới đã phái một quan văn giữ chức Ngự Sử Trung Thừa là Lý Anh tăng cường quân đội vận lương chi viện cho Trung Đô. Tháng 4, toán quân tăng viện bị quân Mông Cổ tiêu diệt tại Bá Châu.
Trung Đô bị tuyệt lương nên vô cùng nguy ngập. Quá tuyệt vọng, Hoàn Nhan Thừa huy trấn thủ quyết xua quân đánh một trận phá vòng vây. Nhưng các tướng không tuân lệnh. Ông lấy máu viết biểu tố cáo việc này lên vua Kim, phân phát tài vật cho thuộc hạ, rồi uống thuốc độc tự vẫn. Ông chết rồi, đang đêm viên tướng trấn thủ mở cửa thành, cùng người ái thiếp bỏ trốn. Quân trong thành không tướng chỉ huy. Các tướng coi binh đoàn tranh quyền, đánh lẫn nhau, không ai giữ cửa thành. Một vài toán quân bị bại, mở toang cửa thành ra hàng Mông Cổ. Mộc Hoa Lê xua một vạn rưởi kị binh, dẫn theo 30 binh đoàn thân binh tràn vào thành. Kị binh Mông Cổ xông vào tàn sát quân lính và dân chúng, đốt phá khắp nơi. Những binh sĩ Kim đầu hàng bị hành quyết tại trận, một cuộc chiến giáp lá cà đẫm máu diễn ra trên các con phố, xác người, máu thịt ruột gan nhầy nhụa, cảnh tượng vô cùng khủng khiếp. Quân Mông Cổ chém đầu thường dân và binh lính đầu hàng, các thành viên hoàng tộc đều bị xử tử. Cuộc thảm sát diễn ra trong nhiều ngày liền. Tính ra có tới 8 vạn quân Kim bị giết với khoảng 50 vạn dân chúng chết trong loạn quân. 10 vạn phụ nữ lên thành nhảy xuống tự tử vì sợ bị hãm hiếp. Trong ba tháng, thành Yên Kinh vẫn còn bốc cháy.

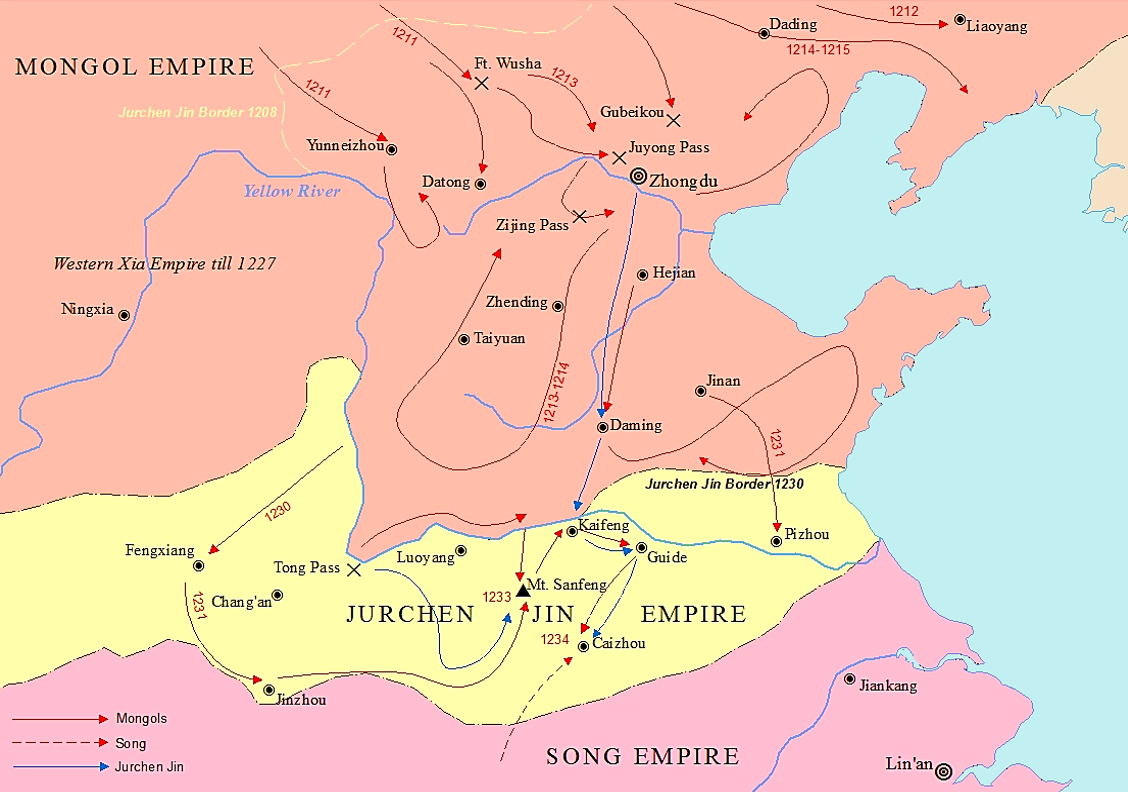
Lãnh thổ nước Kim năm 1215, quê hương Mãn Châu và vùng đất Hoa Bắc đã rơi vào tay người Mông Cổ.

Tháng 3 năm Trinh Hữu thứ 2 (1214), Mông-Kim hòa nghị thành công, tháng 5 Tuyên Tông quyết định dời đô về Biện Kinh, nhưng sau đó chiến tranh Mông-Kim lại tái phát. Tháng 5 năm Trinh Hữu thứ 3 (1215), Trung Đô thất thủ. Tháng 10, Bồ Tiên Vạn Nô tại Liêu Đông tự lập làm vua.
Nước Kim từ đó liên tục thất bại, không kháng cự nổi. Các lực lượng vũ trang nông dân mặc áo đỏ nổi dậy chống lại nhà Kim, dưới tên gọi Hồng áo quân. Năm 1217, tướng Mộc Hoa Lê chỉ huy quân Mông Cổ tiếp tục xâm chiếm đất đai của Kim. Triều đình nhà Kim dưới sự lãnh đạo của tể tướng Truật Hổ Cao Kỳ tiếp tục rút về phía nam. Khi Truật Hổ Cao Kỳ nắm quyền triều chính năm 1217, ông ta đã sai lầm khi quyết định đánh Nam Tống và tiến vào vùng đất của quốc gia này, cuối cùng nhận thất bại. Năm 1218, Truật Hổ Cao Kỳ bị xử tử.
Chiến sự nổ ra cho đến năm 1224 và quân Kim chịu tổn thất nặng. Năm 1224, Hoàn Nhan Thủ Tự tuyên bố Kim sẽ không bao giờ đánh Tống nữa. Quân Kim phải dàn quân cả ở phía nam và bắc và bị cô lập vì không liên kết được với Nam Tống chống quân Mông Cổ. Nhận thấy nhà Kim đã suy yếu, Nam Tống liên kết với Mông Cổ để tấn công Kim nhằm giành lại các lãnh thổ cũ của nhà Bắc Tống.

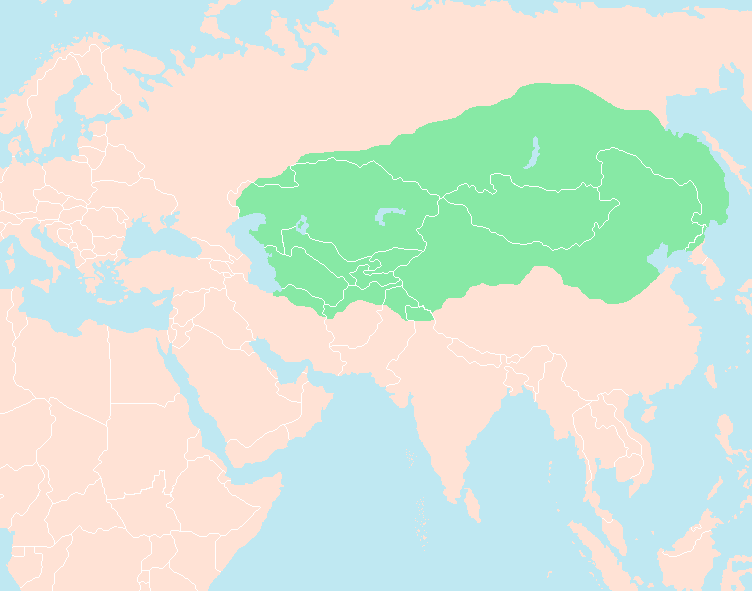
Lãnh địa Đế chế Mông Cổ năm 1227, sau khi Thành Cát Tư Hãn băng hà.

Năm 1223, Mộc Hoa Lê đánh vào Thiểm Tây, tấn công Trường An. Tại đây lực lượng của Kim rất mạnh, đông tới 20 vạn người do tướng Hoàn Nhan Hợp Đạt chỉ huy. Mộc Hoa Lê chuyển sang bao vây Phượng Tường với lực lượng 10 vạn người. Cuộc bao vây kéo dài hơn 1 tháng và quân Mông Cổ bị quấy rối bởi các lực lượng địa phương trong khi quân tiếp viện của Tây Hạ không đến. Mộc Hoa Lê sau đó chết bệnh vì uất ức và quân Mông Cổ rút lui.
Khi hai bên giao chiến ở vùng Sơn Đông, dọc đường mười nhà thì chín nhà bỏ trống, người trên đường nhao nhao chạy nạn, quân Kim tan vỡ, quân lính thua trận chạy về cướp đoạt tiền bạc, hãm hiếp phụ nữ. Đà Lôi và Mộc Hoa Lê cầm quân đánh Kim, đại chiến mấy trận ở Sơn Đông đều đánh cho quân Kim đại bại tan rã. Quân sĩ còn lại của nước Kim tập trung ở cửa ải Đồng Quan, đóng chặt cửa ải cố thủ, không dám ra Sơn Đông nghênh chiến. Năm 1223, cả tướng Mông Cổ Mộc Hoa Lê và vua Kim Tuyên Tông đều chết. Kim Ai Tông Hoàn Nhan Thủ Tự lên kế vị và cố gắng huy động lực lượng chống lại sức mạnh của Mông Cổ.

## Mông Cổ liên Tống diệt Kim
Năm 1227, trước khi chết Thành Cát Tư Hãn đưa ra ý tưởng: "Liên Tống diệt Kim". Ông nói: "Tinh binh của Kim tập trung ở Đồng Quan (Đồng Quan, tỉnh Thiểm Tây), phía nam thì chiếm Liên Sơn, phía bắc thì ngăn bởi Đại Hà (tức sông Hoàng Hà) nên rất khó tiêu diệt. Vì Tống và Kim thù địch lâu đời nên nếu mượn đường của Tống đánh Kim, thì chắc là Tống sẽ cho, sau đó cho quân vòng qua Đường Châu (Đường Hà, tỉnh Hà Nam), Đặng Châu (huyện Đặng, tỉnh Hà Nam) rồi đánh thẳng vào Khai Phong. Kim sẽ lấy quân từ Đồng Quan sang chi viện. Quân Kim dù có mấy chục vạn nhưng hành quân đường xa, người, ngựa đều mệt mỏi, không thể tác chiến ngay được, đó là lúc ta đánh thắng được họ".
Năm 1227, Mông Cổ tiêu diệt Tây Hạ, thiết lập liên minh của họ với Nam Tống đánh Kim.
Năm 1229, lần đầu tiên trong 20 năm giao chiến, 400 kị binh Trung hiệu quân của Kim bao gồm người Duy Ngô Nhĩ, Nãi Man, Khương đã đánh bại 8.000 quân Mông Cổ tại Đại Xương Nguyên (Thanh Dương, Cam Túc ngày nay).

## Trận chiến núi Tam Phong
Bài chi tiết: Trận Tam Phong Sơn

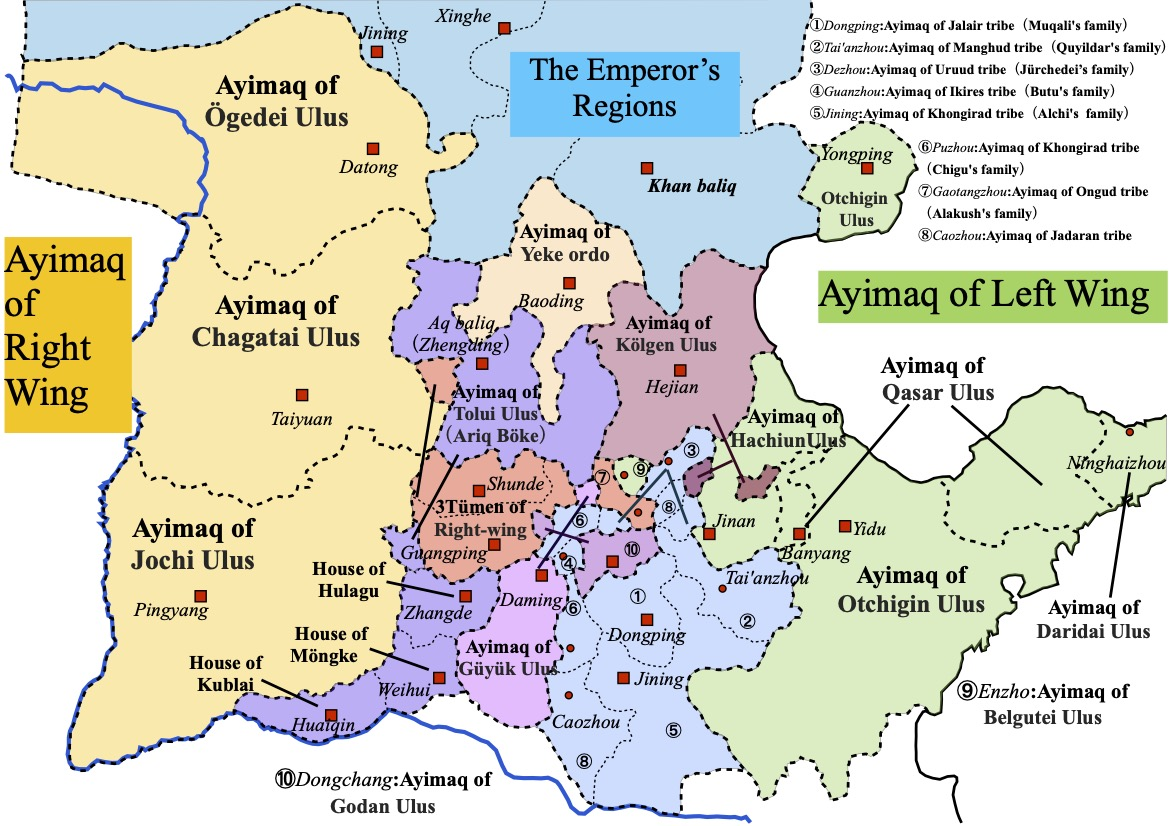
Phân chia hành chính của Mông Cổ tại miền Bắc Trung Quốc sau khi thôn tính nước Kim.

Năm 1231, quân Mông Cổ quay trở lại đánh Phượng Tường và chiếm được. Lực lượng quân Kim đóng ở Trường An hoảng sợ, đem toàn bộ dân chúng rút khỏi thành chạy về Hà Nam. Một tháng sau, quân Mông Cổ đã chia quân 3 mặt tây, bắc, đông tấn công vào Khai Phong. Cánh quân phía tây do Đà Lôi chỉ huy có 4 vạn quân từ Phượng Tường tiến vào Đồng Quan, xuyên qua lãnh thổ của Nam Tống ở sông Hán gần Tương Dương áp sát Đặng Châu bất ngờ tấn công mặt nam của Khai Phong. Nhà Kim phái Bình chương chính sự Hoàn Nhan Khờ Tả, Khu mật sứ Di Sư Phủ Á cùng 17 đô úy thống lĩnh 15 vạn bộ binh và 2 vạn kỵ binh đến Thuận Dương (Triết Xuyên, Hà Nam) phía tây Đặng Châu. Hoàn Nhan Khờ Tả nắm bắt được tình hình và đưa 20 vạn quân nghênh chiến.
Tại Đặng Châu, Hoàn Nhan Khờ Tả cho người và ngựa mai phục sau núi, nhưng quân thám mã của Đà Lôi đã biết được. Đà Lôi cho một số kỵ binh chạy vòng trong thung lũng nghi binh và quân chủ lực tấn công quân Kim từ phía sau. Tại núi Yu, tây nam Đặng Châu quân hai bên giao chiến. Quân Kim chiếm ưu thế về người và chiến đấu rất hăng. Quân Mông Cổ phải lui về 30 dặm và thay đổi chiến thuật. Đà Lôi cho một số quân ở lại kìm chân quân Kim, còn đại quân chia nhỏ theo đường vòng tiến về phía bắc Khai Phong tránh không cho quân Kim biết.
Trên đường tiến quân từ Đặng Châu đến Khai Phong, quân Mông Cổ dễ dàng chiếm hết vùng này đến vùng khác, đốt cháy các thứ cướp được để ngăn Hoàn Nhan Khờ Tả cho quân đuổi theo. Hoàn Nhan Khờ Tả buộc phải rút lui và đụng độ dữ dội với quân Mông Cổ tại núi Tam Phong thuộc Điếu Châu (Vũ Châu, Hà Nam). Vào lúc đó quân Kim tại Hoàng Hà cũng rút về phía nam chặn cánh quân của Đà Lôi. Cánh quân trung lộ của Mông Cổ do hãn Oa Khoát Đài nắm lấy cơ hội vượt qua sông và hội quân với Đà Lôi cùng bao vây quân Kim, tổng hợp cả hai cánh quân cũng mới có 5 vạn quân. Cánh quân Kim của Hoàn Nhan Khờ Tả vẫn còn 10 vạn quân sau trận đánh trước và quân Mông Cổ chọn chiến thuật làm kiệt sức đối phương. Tại các vùng khác quân Kim chỉ còn lại ít và việc chuyển lương gặp nhiều khó khăn. Tinh thần quân lính suy sụp. Khi quân Kim tiến đến núi Tam Phong, bất ngờ có trận bão tuyết ập đến. Thời tiết quá lạnh nên mặt ai cũng trắng như người chết và tiến quân rất chậm. Lúc này quân Mông Cổ đã tập kích, hàng ngũ quân Kim tan rã nhanh chóng. Quân Mông Cổ tàn sát không thương tiếc quân Kim, Hoàn Nhan Khờ Tả và nhiều tướng khác bị tử thương. Gần như toàn bộ quân chủ lực của Kim ở Thiểm Tây và Hà Nam hầu như bị tiêu diệt trong trận này.

## Kết quả

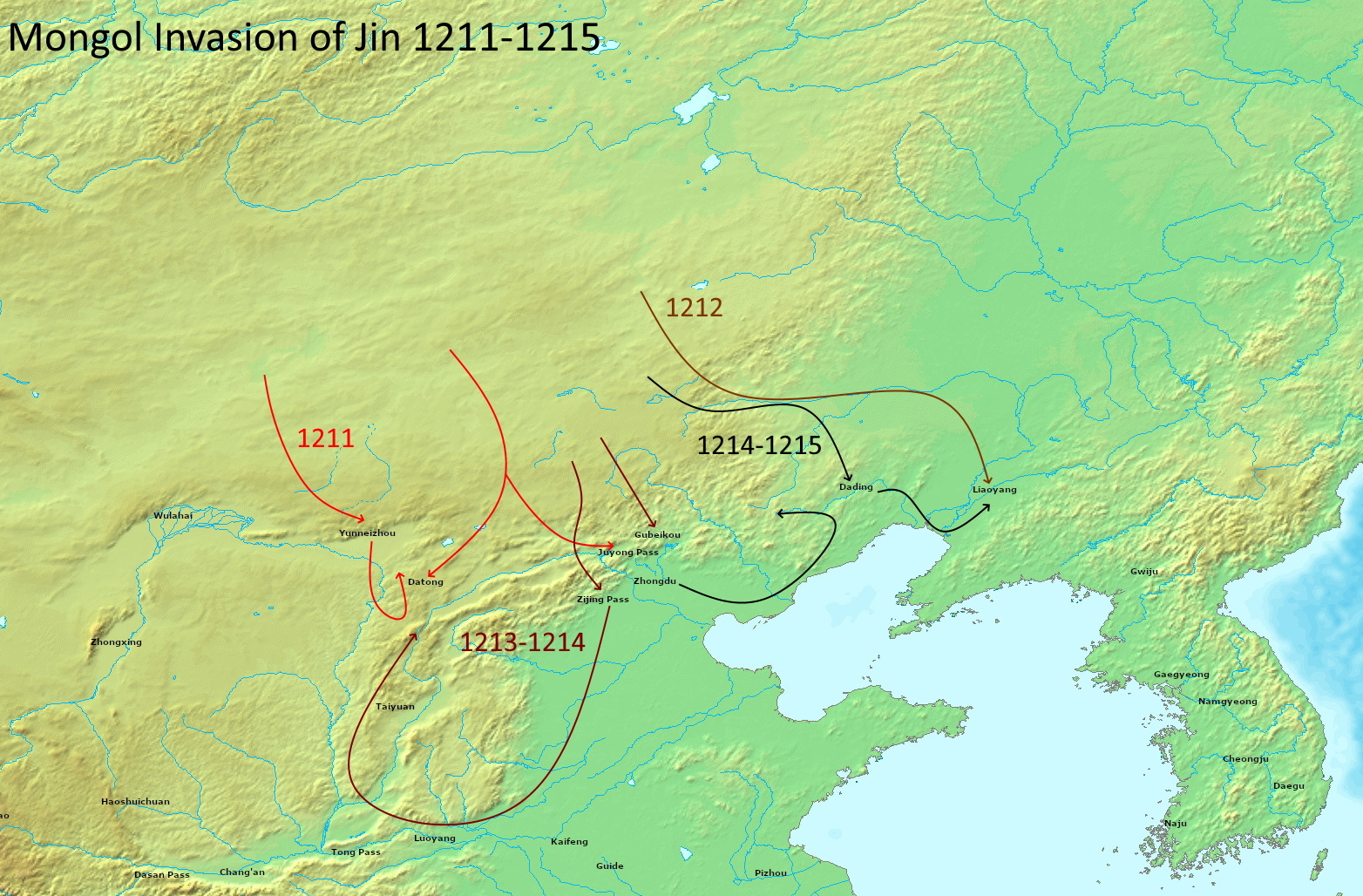
Lược đồ Mông Cổ xâm lược triều Kim (thời gian 1211–1215).

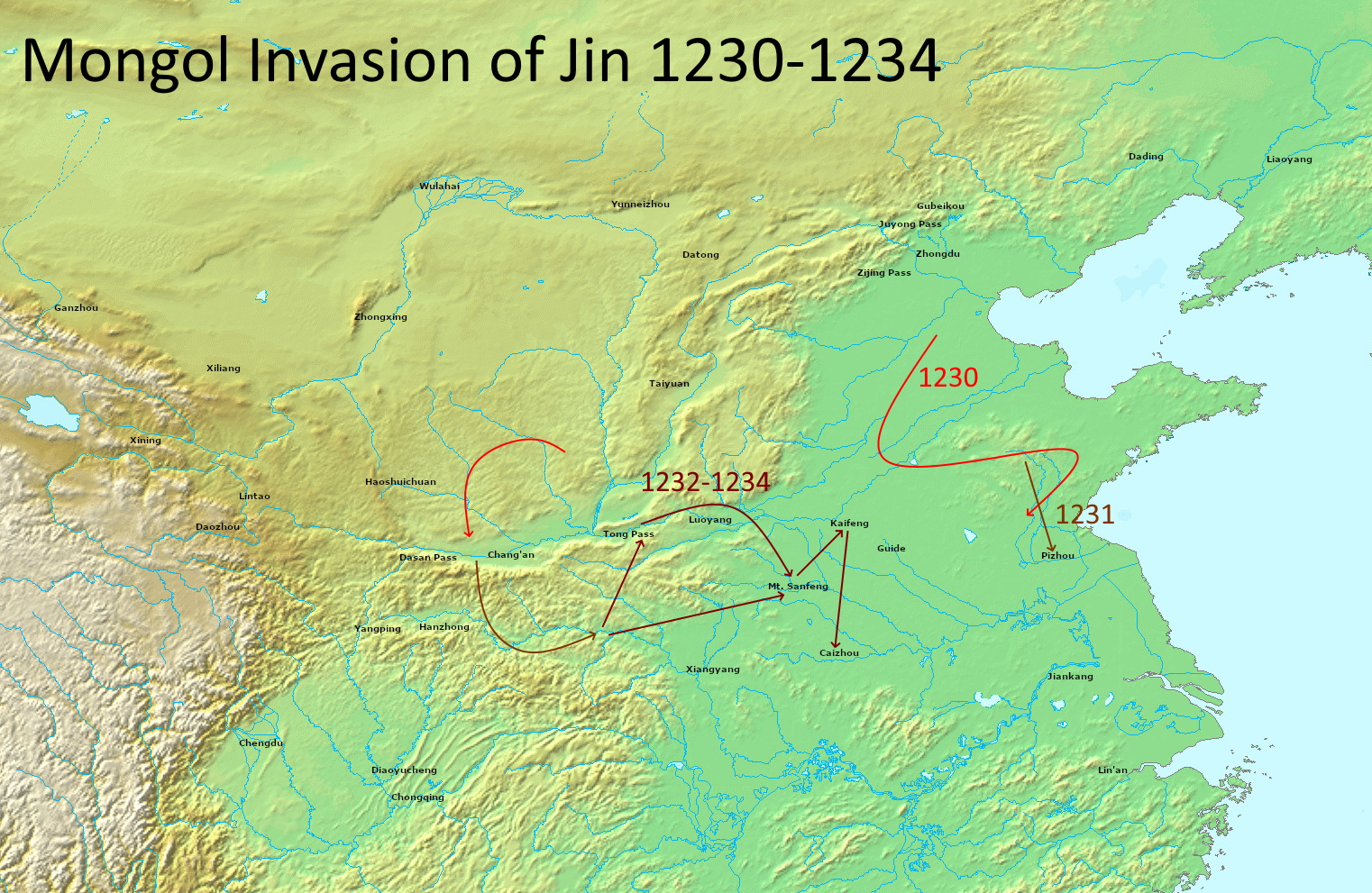
Lược đồ Mông Cổ xâm lược triều Kim (thời gian 1230–1234).

Tháng 4 năm 1233 thành Khai Phong thất thủ, Kim Ai Tông Hoàn Nhan Thủ Tự chạy đến Quy Đức, sau lại đến Thái Châu (Nhữ Nam, Hà Nam). Quân Mông Cổ tấn công kinh đô Biện Kinh của triều Kim và quân Mông Cổ đã bị người Kim chống trả ác liệt, khiến tướng sĩ Mông Cổ chết nhiều, tướng sĩ Mông Cổ đã đề nghị Oa Khoát Đài "làm cỏ" kinh thành Khai Phong để trả thù cho quân sĩ. Oa Khoát Đài ban đầu cũng đồng tình theo ý của viên tướng Tốc Bất Hợp nhưng Da Luật Sở Tài đã dùng lý lẽ can gián liên tiếp và Oa Khoát Đài nghe ra, cuối cùng chỉ cho giết những người là tay chân của vua Kim. Sự can gián của Da Luật Sở Tài đã cứu sống hơn 147 vạn dân vô tội trong thành Khai Phong. Nửa năm sau, tháng 1 năm 1234 liên quân Mông–Tống công hãm Thái Châu, nhà Nam Tống cho tướng Mạnh Củng dẫn 2 vạn quân và 30 vạn thạch lương đến hội quân, cùng công phá Thái Châu, quân Mông Cổ từ phía tây, quân Tống đánh vào từ phía nam, vua Kim tự tử, kết thúc vương triều Kim.
Cuộc chiến tranh Mông - Kim được xem là cuộc chiến đẫm máu nhất trên thế giới thời bấy giờ, người Kim đã huy động toàn bộ tiềm lực của vùng Hoa Bắc cho cuộc chiến.
Tổn thất nhân mạng vô cùng to lớn, với điều tra dân số đầu thời Kim ước tính đạt 56 triệu người, nhưng đầu nhà Nguyên chỉ còn khoảng 6,2 triệu người tức khoảng 13% so với trước cuộc chiến.
Sự chống trả quyết liệt của triều đình nhà Kim đã dẫn đến các cuộc đồ sát quy mô lớn do người Mông Cổ tiến hành, và thêm các đợt hạn hán, nạn đói, dịch bệnh, thiên tai... đã khiến cho phần lớn dân số Đông Á biến mất sau hơn 20 năm chiến tranh. Toàn bộ vùng Hoa Bắc biến thành bình địa điêu tàn sau cuộc chiến.
Người Nữ Chân mặc dù là dân tộc thiện chiến đã thống trị Trung Hoa gần 100 năm và với tiềm lực chiến tranh khổng lồ, dân số đông, lương thực dồi dào, quân đội mạnh. Nhưng sự hưng khởi của nhà Kim đã trùng thời điểm với giai đoạn quật khởi nhất của đế quốc Mông Cổ, thời đại Thành Cát Tư Hãn tập hợp nhiều tinh hoa nhất, là nền tảng của đế quốc sau này, nhiều danh tướng và đội kỵ binh mông cổ khát máu, uy dũng nhất của người Mông Cổ cũng sinh ra tại thời kì chiến tranh Mông - Kim. Và toàn bộ sức mạnh khủng khiếp của người Mông Cổ đều do nhà Kim hứng chịu.
Về sau người Nam Tống mới nhận ra rằng nhờ sự kháng cự kiên cường của nhà Kim đã kìm hãm sự sụp đổ của nền văn minh Trung Hoa trước vó ngựa Mông Cổ.
Hậu quả của chiến tranh Mông - Kim và các cuộc hành quân tại vùng Xuyên Thiểm- Tứ Lộ tại Nam Tống của quân Mông Cổ khoản 40 năm sau được xem là thảm hoạ lớn nhất trong lịch sử Trung Quốc.
Nam Tống theo điều ước tiến quân lấy lại 3 kinh là Lạc Dương, Khai Phong, Quy Đức. Tại Lạc Dương khi quân Tống đến trong thành chỉ còn 300 hộ dân, quân Tống chỉ mang theo 5 ngày lương thảo nên chuyển đến Khai Phong, tại đây quân Mông Cổ đã tháo nước sông Hoàng Hà ngập chìm quân Tống dìm chết hàng mấy vạn quân Tống. Diệt xong Kim, Nam Tống trở thành miếng mồi xâm lược của vua Mông Cổ. 2 bên đánh nhau suốt 45 năm. Năm 1279, Nguyên Mông tiêu diệt Nam Tống, cai trị toàn bộ đất nước Trung Quốc.
Năm 1616, người Nữ Chân ở Mãn Châu dưới sự lãnh đạo của Nỗ Nhĩ Cáp Xích thuộc dòng họ Ái Tân Giác La đã thiết lập triều đại nhà Hậu Kim, lấy tên vương triều theo tên nhà Kim cũ, hàm ý sẽ nối tiếp cơ nghiệp của tổ tiên dân tộc Nữ Chân. Nhà Hậu Kim sau đó đổi tên thành nhà Thanh năm 1636 dưới triều vua Thanh Thái Tông (Hoàng Thái Cực), sau đó xâm chiếm toàn bộ lãnh thổ Trung Quốc của nhà Minh và trở thành vương triều cuối cùng của Trung Quốc phong kiến.
Lịch sử của nhà Kim được viết dưới thời nhà Nguyên. "Kim sử" là một sách lịch sử trong 24 sách của "Nhị thập tứ sử", do Thoát Thoát biên soạn năm 1345. Tổng cộng có 135 quyển và viết từ sự ra đời cho đến khi diệt vong của nhà Kim.